# Seidenreiher

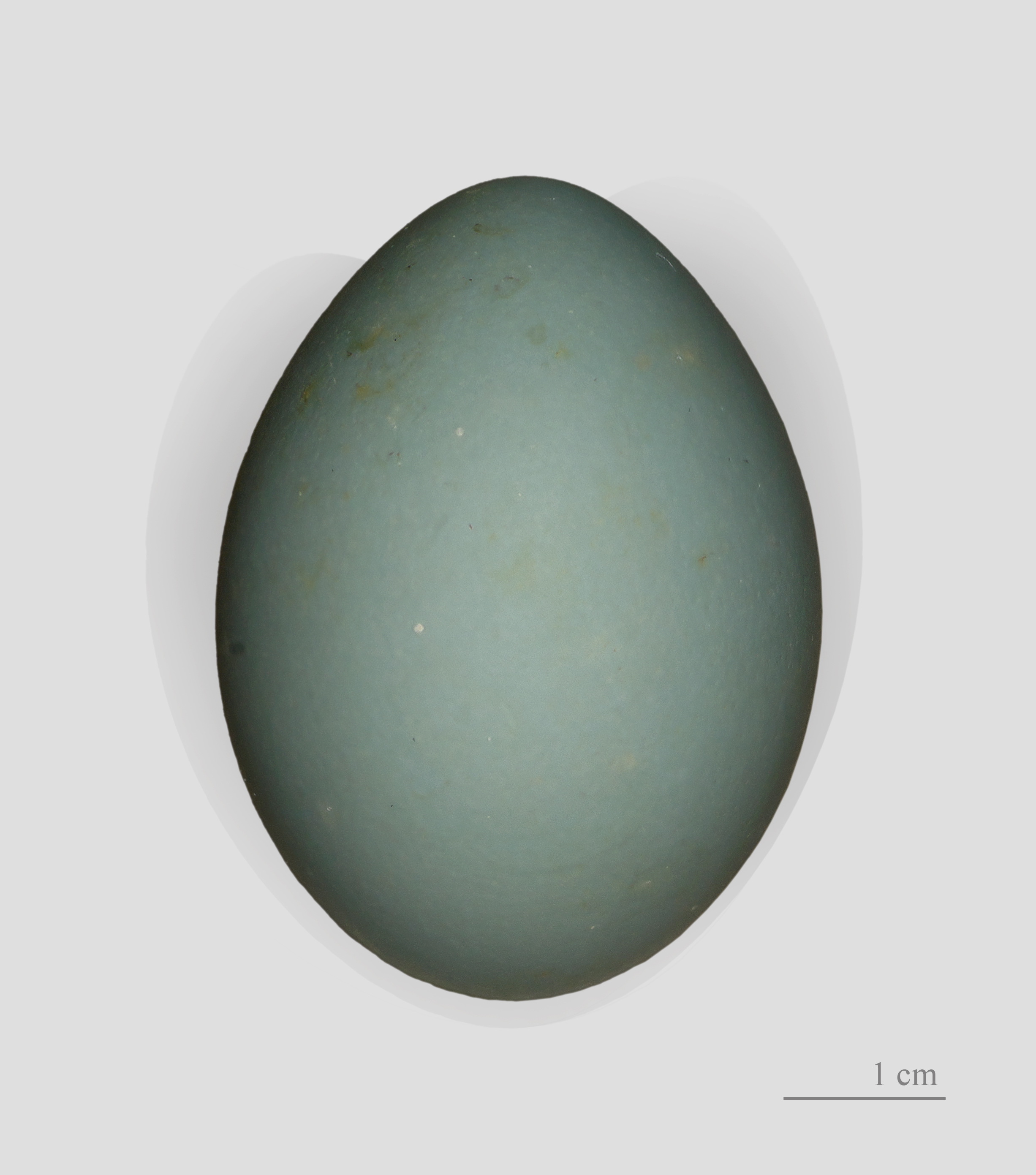
Ei des Seidenreihers

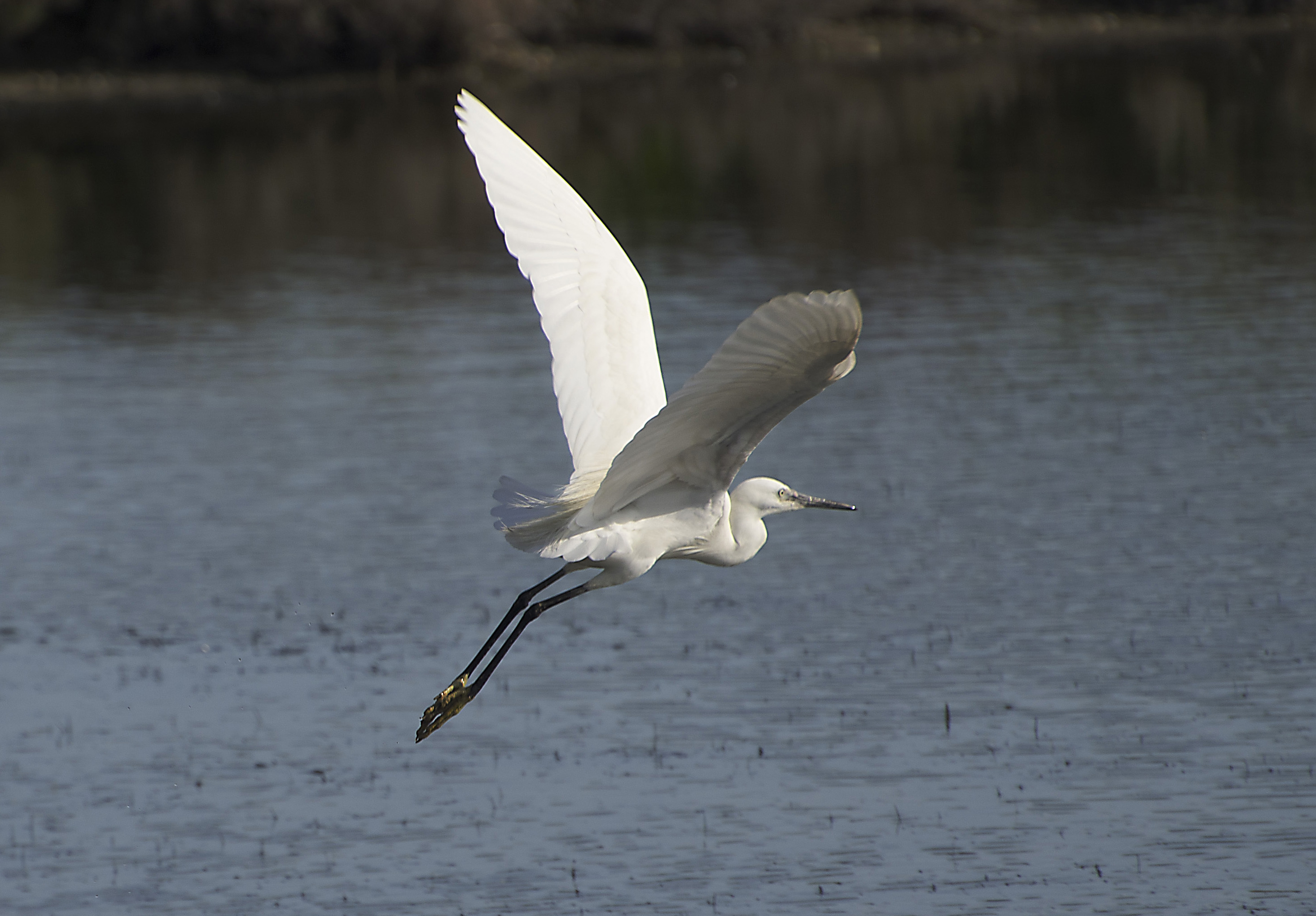
Im Flug

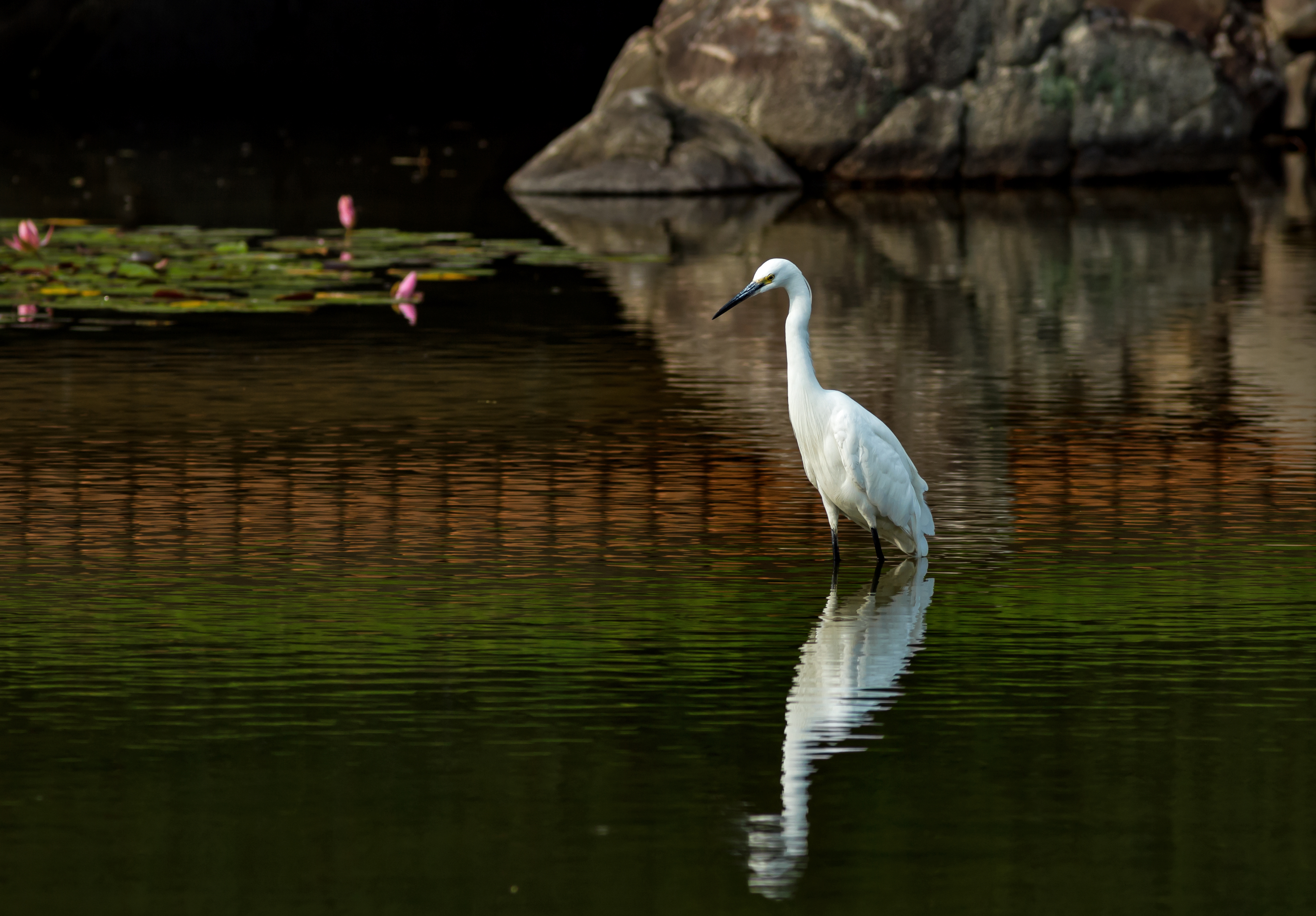
Auf Nahrungssuche

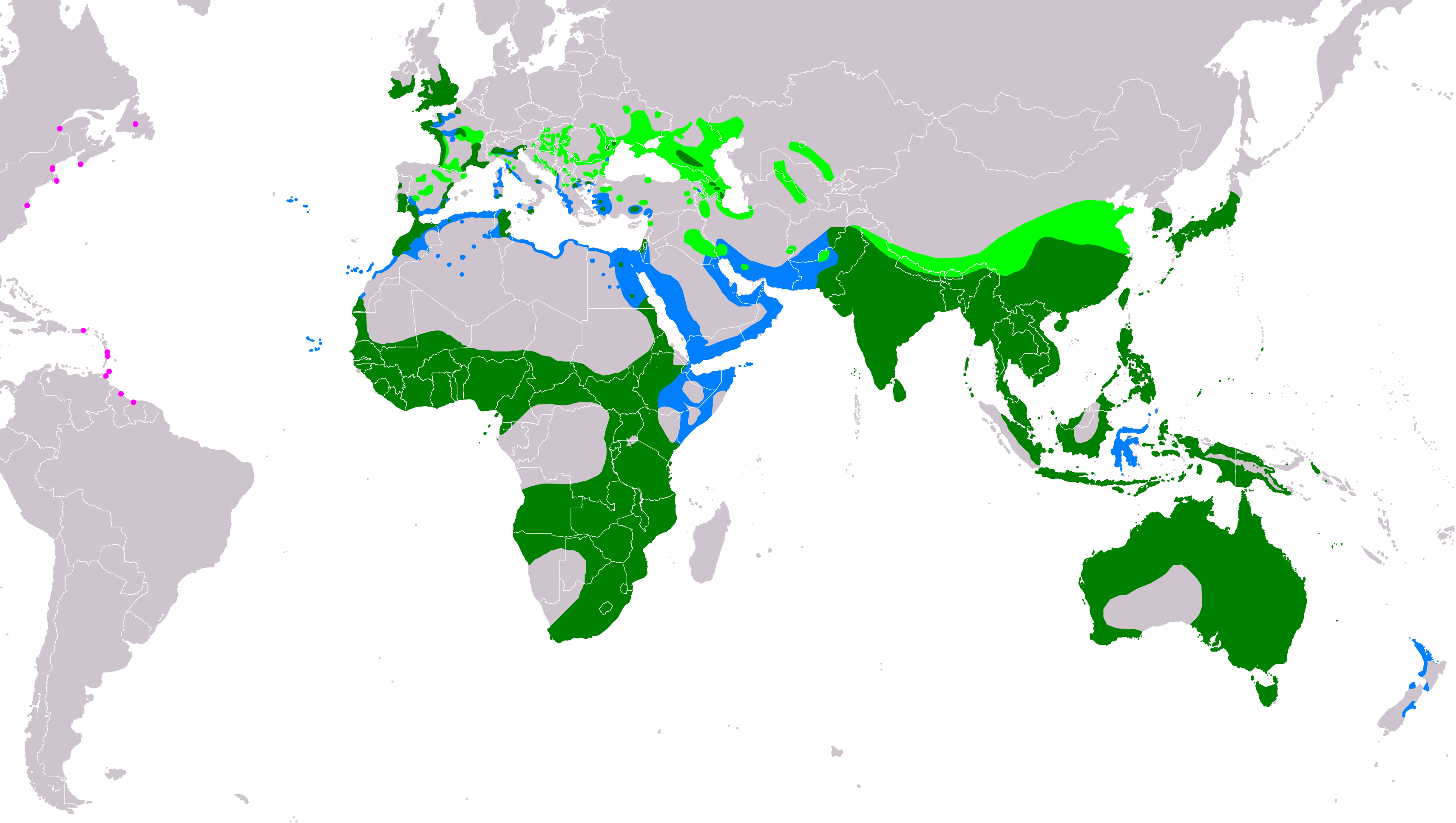
Verbreitungsgebiete des Seidenreihers:
Brutgebiete
Ganzjähriges Vorkommen
Überwinterungsgebiete
Streifzüge (Saisonalität unsicher)

Der Seidenreiher (Egretta garzetta), früher manchmal auch Kleiner Silberreiher genannt, gehört zur Familie der Reiher aus der Ordnung Pelecaniformes. Es werden vier Unterarten unterschieden. Die Art hat ein sehr großes Verbreitungsgebiet. In Mitteleuropa ist der Verbreitungsschwerpunkt in Ungarn, kleine lokale Ansiedelungen gibt es aber auch in allen anderen mitteleuropäischen Ländern.

## Aussehen
Der Seidenreiher ist wesentlich kleiner als Graureiher und Silberreiher. Er erreicht eine Körpergröße von 55 bis 65 Zentimeter und wiegt zwischen 280 und 710 Gramm. Die Flügelspannweite beträgt etwa 90 Zentimeter. Es besteht kein Sexualdimorphismus.
Das Gefieder ist völlig weiß, der Schnabel und die Beine sind hingegen schwarz. Die Füße sind gelb, was ihn auch vom Silberreiher unterscheidet. Die nackte Haut des Zügels ist grau bis grau-grünlich. Zur Hochbalz ist sie kurzzeitig leuchtend purpurrot. Im Prachtkleid trägt der Seidenreiher einen Schopf von feinen Schmuckfedern.

## Verbreitung
Das Verbreitungsgebiet des Seidenreihers reicht von Europa über weite Teile Afrikas und Asiens bis Ozeanien. Neuere Verbreitungsgebiete liegen in der Karibik und an der Ostküste Nordamerikas.
In Europa ist der Seidenreiher vor allem in Südeuropa verbreitet, dringt aber in den letzten Jahren immer weiter nach Norden vor. In Deutschland ist er seltener als Silberreiher oder Graureiher anzutreffen, jedoch regelmäßig in geringer Zahl zu beobachten.
Der Seidenreiher ist je nach geografischer Lage des Vorkommens Kurz- bis Mittelstreckenzieher oder Standvogel. Die meisten europäischen Brutvögel sind Zugvögel, jedoch variiert der Standvogelanteil der Population, wo es das Klima erlaubt. Er überwintert an der Atlantik-Küste Englands, Frankreichs und der Iberischen Halbinsel sowie in Nordafrika und der Türkei. Hier kommt es jedoch in ungewöhnlich kalten Wintern zu Bestandseinbrüchen. Die Vögel ziehen ansonsten bis in die nördlichen Tropen Afrikas. Zu den weitesten nachgewiesenen Zugstrecken gehört der Zug von Brutvögeln der Camargue nach Mali, Gambia und Ghana, von Spanien bis nach Guinea, von Ungarn bis nach Sierra Leone. Nachgewiesen sind auch zwei Überquerungen des Atlantiks. Brutvögel Spaniens wurden dabei auf Trinidad und Martinique nachgewiesen. Europäische Brutvögel ziehen in der Regel nach Süden und Südwesten, der Zug beginnt im August und kann bis zur ersten Dezemberhälfte andauern. Sie kehren im März zurück, so dass Zugvögel der europäischen Brutkolonien ihre Brutplätze etwa ab April besetzen. Da die Art eine Neigung zur Zugprolongation aufweist, finden sich im Frühjahr und Sommer oft einzelne Individuen nördlich des normalen Brutareals.
Der Seidenreiher hält sich besonders gerne an seichten, durchwachsenen kleinen Tümpeln und Teichen auf, die möglichst umbuscht und umwaldet sind. Er benötigt ausgedehnte offene Flachwasserbereiche und naturnahe Überschwemmungsgebiete. Da er seine Nahrung bevorzugt im Seichtwasser sucht, findet man ihn heute häufig in Reisfeldern oder an flachen Fischteichen. Ähnlich wie der Kuhreiher schließt er sich gelegentlich weidenden Großsäugern an.

## Lebensweise
Der Seidenreiher ist ein tagaktiver Vogel, der sowohl am Schlafplatz als auch während der Nahrungssuche gesellig lebt. Seidenreiher setzen eine Reihe unterschiedlicher Taktiken bei der Nahrungssuche ein. Sie sind in der Regel aktive Jäger, die beispielsweise durch vibrierende Fußbewegungen Beutetiere aufscheuchen oder Seichtwasser und Sumpfwiesen rasch durchlaufen. Seidenreiher, die im australischen Kakadu-Nationalpark bei der Nahrungssuche beobachtet wurden, verbrachten 59,8 Prozent ihrer Zeit damit, reglos auf Beutetiere zu warten. Bei der aktiven Nahrungssuche bewegten sie sich langsam durchschnittlich 5,8 Meter nach vorne, versuchten mehr als zwei Mal pro Minute Beutetiere zu greifen und waren dabei in mehr als 54 Prozent der Fälle erfolgreich. Der Erfolg bei der Nahrungssuche ist dabei bei einer Gruppenjagd höher als bei der einzelnen Nahrungssuche. Sie fressen kleine Fische, Frösche, Eidechsen, Würmer, Mollusken und Wasserinsekten.
Seidenreiher erreichen ihre Geschlechtsreife im ersten Lebensjahr. Vermutlich führen sie eine monogame Saisonehe. Das Nest wird bevorzugt in gemischten Reiherkolonien angelegt. Der Nestabstand beträgt häufig weniger als zwei Meter. Das Männchen verteidigt ein kleines Territorium erst nach der Anpaarung mit einem Weibchen.
Das Männchen trägt das Nistmaterial ein, das vom Weibchen verbaut wird. Der Legebeginn ist in Europa ab Mitte/Ende April. In Ungarn kommt es vereinzelt sogar noch zu Gelegen im August. Das Gelege umfasst drei bis fünf Eier. Der Legeabstand beträgt ein bis zwei Tage. Die Eier sind langoval und grünlichblau, sie bleichen während der Brutzeit etwas aus. Die Brutzeit dauert 21 bis 22 Tage und beginnt mit der Ablage des ersten Eis. Beide Elternvögel sind an der Brut beteiligt. Die Nestlinge werden von beiden Elternvögeln gefüttert. Jungvögel verlassen nach dreißig Tagen das Nest und weichen auf benachbarte Äste aus. Mit 40 bis 45 Lebenstagen sind die Jungvögel flügge. Der älteste bislang gefundene Ringvogel erreichte ein Alter von 22 Jahren und vier Monaten.

## Bestand und Bestandsentwicklung
Der Seidenreiher wurde im 19. Jahrhundert stark bejagt, da seine Federn in der Modeindustrie verarbeitet wurden. Diese Verfolgung hatte zum Teil einen dramatischen Rückgang zur Folge. Erst nach 1910 setzte eine Erholung ein, in deren Folge Ungarn 1928 und Frankreich 1931 wieder von Seidenreiher besiedelt wurde. Seit den 1950er Jahren kam es zu deutlichen Zunahmen und einer Ausbreitung in allen Brutgebieten Europas. Diese Bestandserholung hat auch dazu geführt, dass sich Seidenreiher außerhalb des geschlossenen Verbreitungsareals angesiedelt haben. So kam es in Tschechien 1963 und 1988 zu Einzelbruten und seit 1997 brütet er dort regelmäßig. Ähnliches gilt für die Slowakei, wo der Seidenreiher seit 1989 zum regelmäßigen Brutvogelbestand zählt. In den Niederlanden und in Belgien ist der Seidenreiher seit 1995 ein regelmäßiger Brutvogel, in Deutschland gab es mehrfach vereinzelte Bruten. Prognosen zur Bestandsentwicklung, die auf Klimamodellen beruhen, gehen davon aus, dass sich das Verbreitungsgebiet des Seidenreihers weiter nach Norden verschieben wird und er sich bis zum Ende des 21. Jahrhunderts zu einem in Mitteleuropa regelmäßigen Brutvogel entwickeln wird.
Der europäische Gesamtbestand betrug zu Beginn des 21. Jahrhunderts zwischen 68.000 und 94.000 Brutpaare. Mehr als 10.000 Brutpaare kamen jeweils in Italien, Spanien und Frankreich vor. Der mitteleuropäische Verbreitungsschwerpunkt ist Ungarn, wo zwischen 600 und 1.000 Brutpaare brüten. Alle anderen mitteleuropäischen Länder weisen einen Brutvogelbestand auf, der deutlich unter fünfzig Brutpaaren liegt.

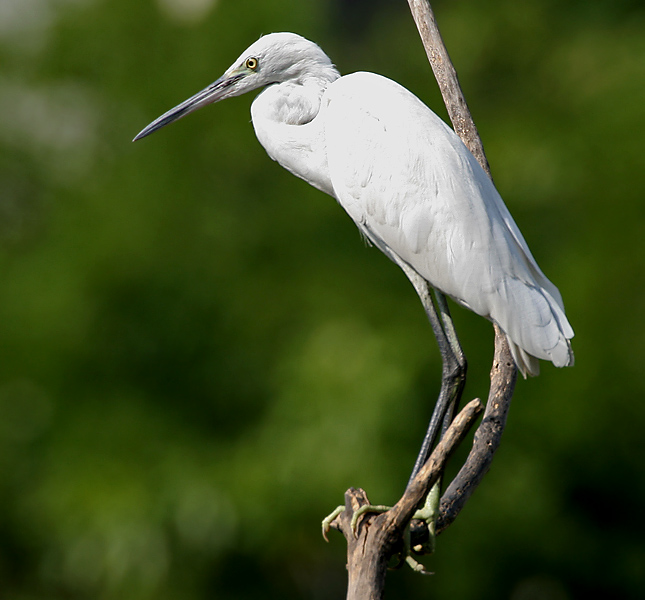
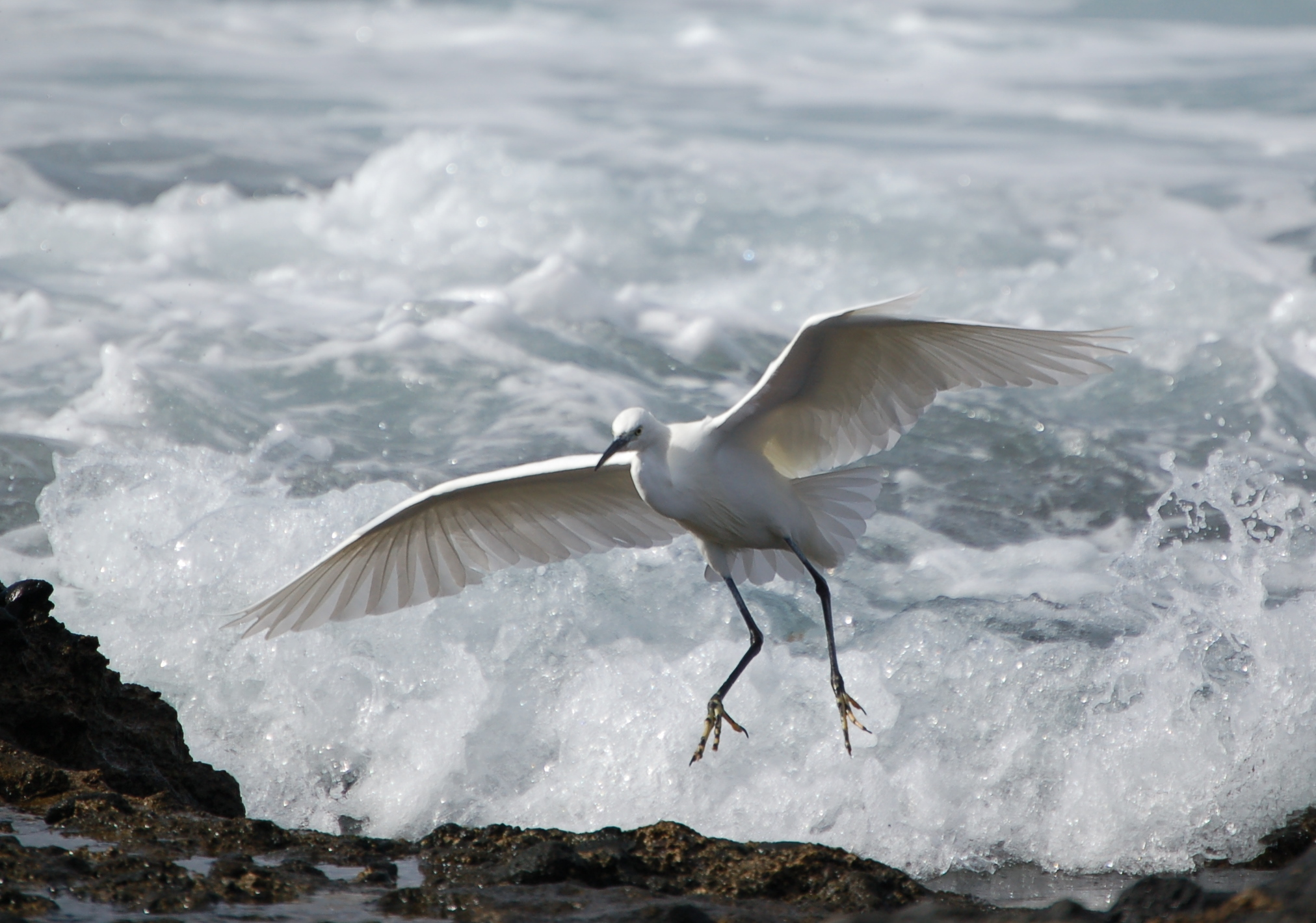
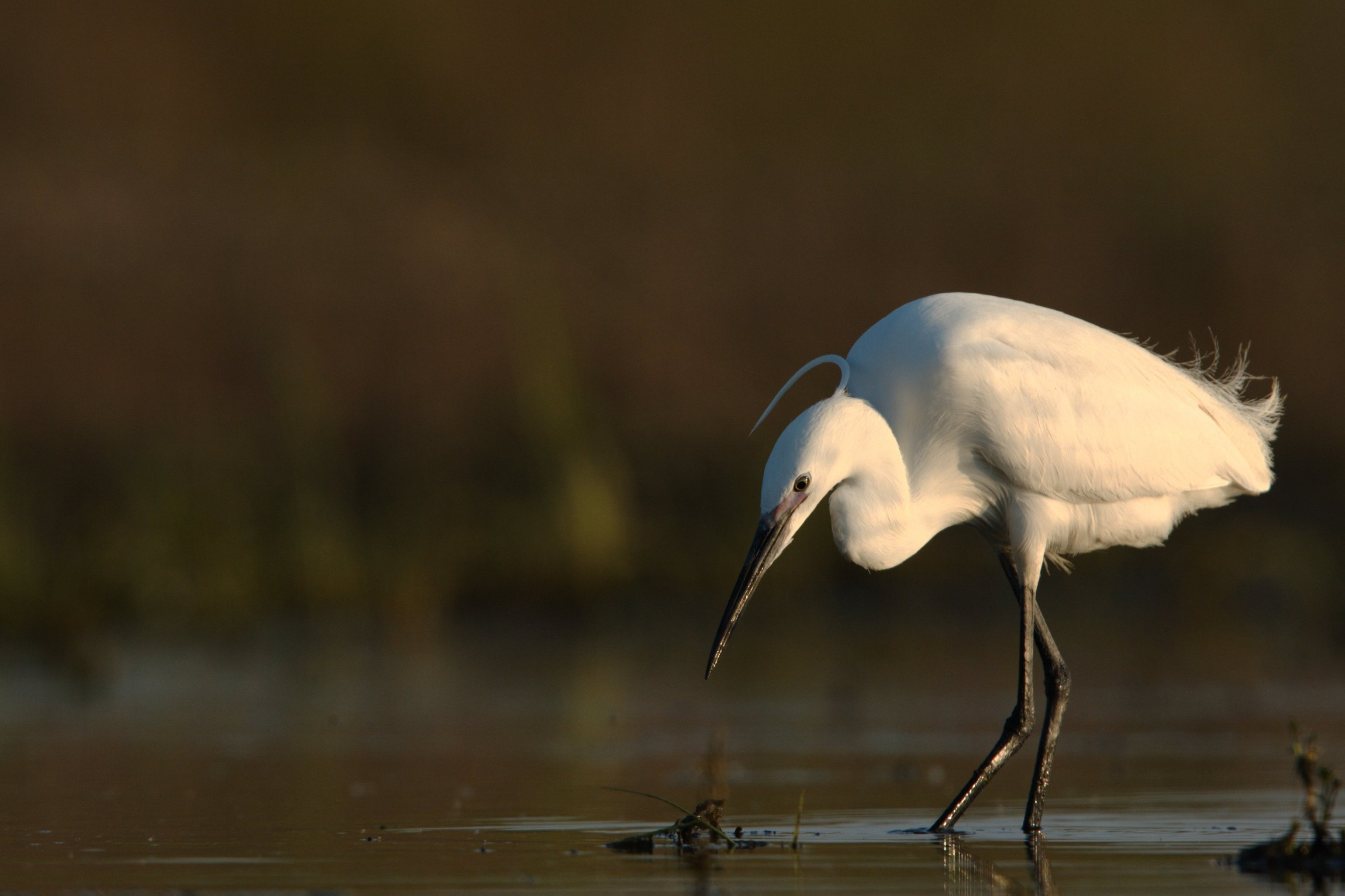
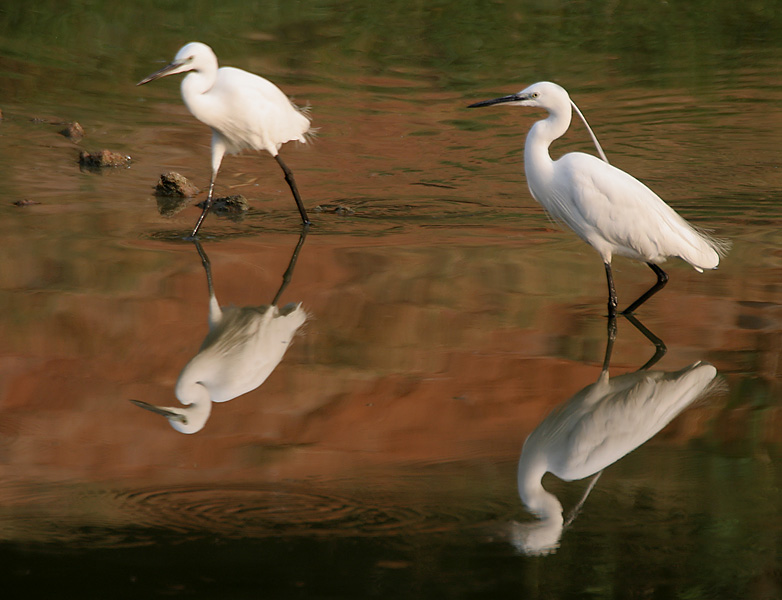
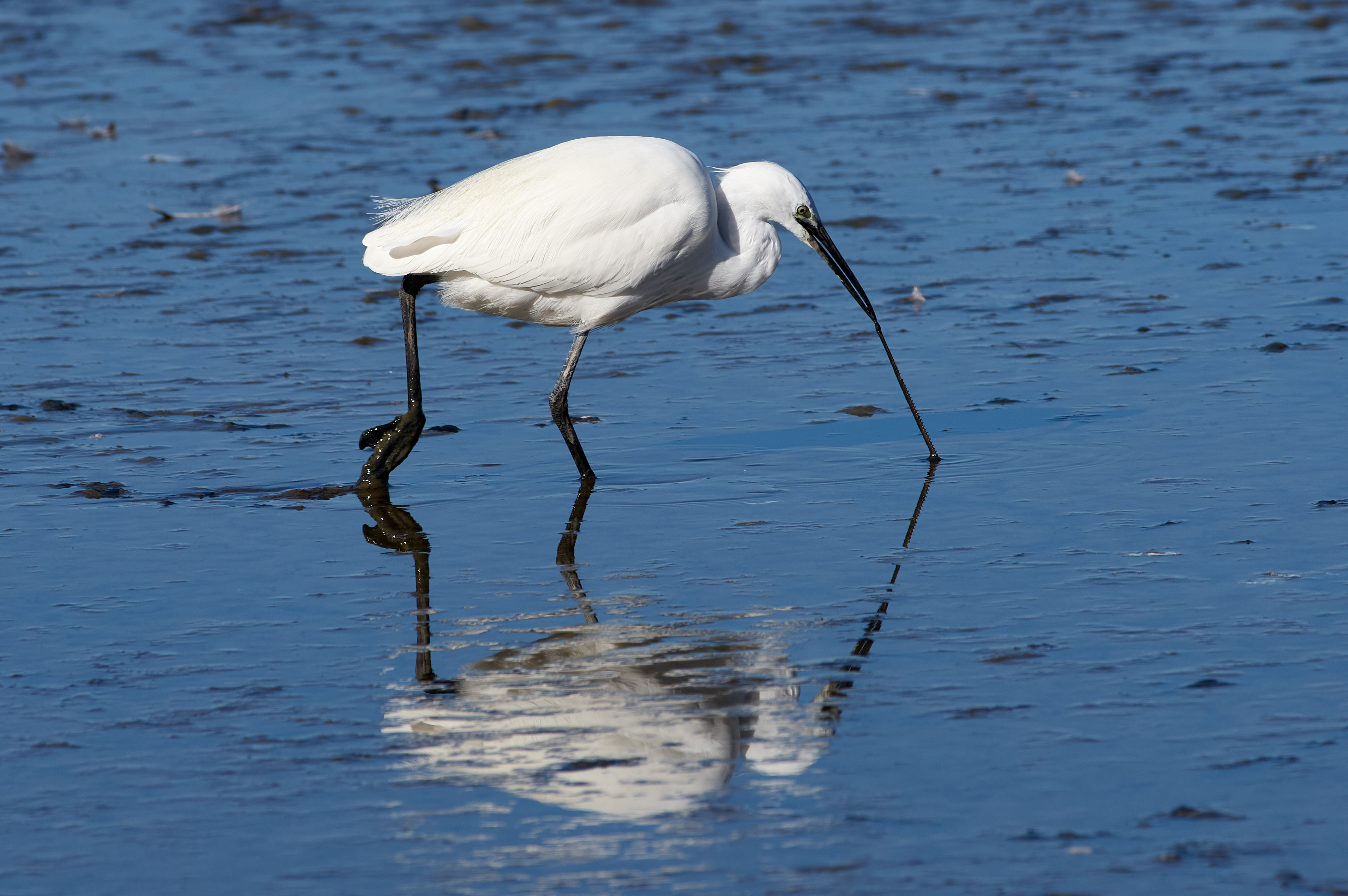
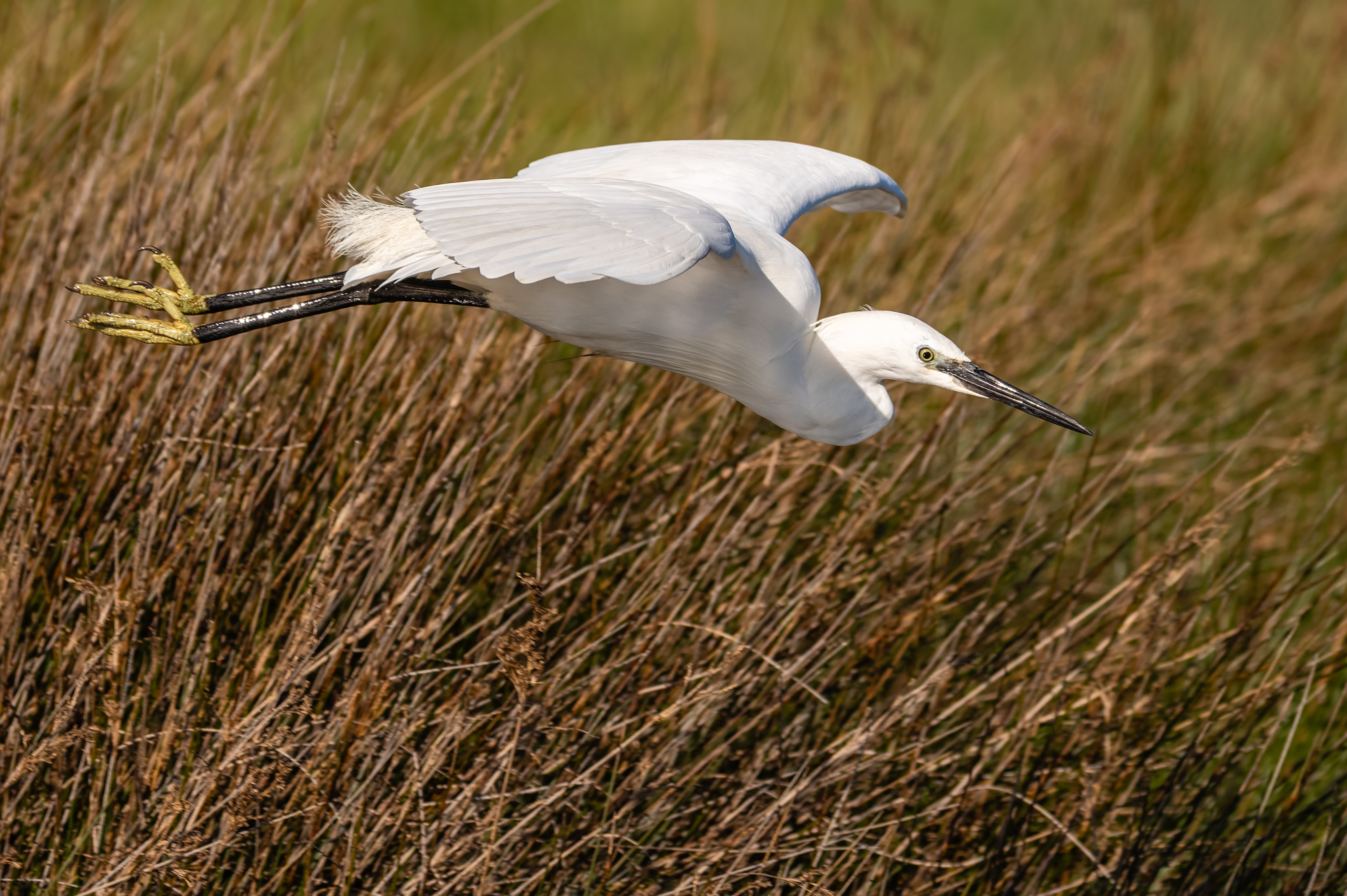

## Belege

### Einzelbelege
1. ↑  | August v. Pelzein: Ein Beitrag zur ornithologischen Fauna der österreichisch-ungarischen Monarchie (1871)
2. ↑  Higgins, S. 996
3. ↑  Lars Svensson (Text, Karten), Killian Mullarney, Dan Zetterström (Illustrationen und Bildlegenden): Der Kosmos Vogelführer: alle Arten Europas, Nordafrikas und Vorderasiens. 2. Auflage. Kosmos, Stuttgart 2011, ISBN 978-3-440-12384-3, S. 82 (schwedisch: Fågelguiden. Übersetzt von Peter H. Barthel).
4. ↑  Seidenreiher. In: eBird. Cornell Lab of Ornithology, abgerufen am 27. April 2023.
5. 1 2  Bauer et al., S. 269
6. ↑  Higgins, S. 998
7. 1 2  Bauer et al., S. 270
8. ↑  Brian Huntley, Rhys E. Green, Yvonne C. Collingham, Stephen G. Willis: A Climatic Atlas of European Breeding Birds, Durham University, The RSPB and Lynx Editions, Barcelona 2007, ISBN 978-84-96553-14-9, S. 56